# Democratic Bahujan Samaj Morcha
Democratic Bahujan Samaj Morcha (Demokratiska Majoritetssamhällesfronten) var ett politiskt parti i Indien, baserat i delstaten Punjab. DBSM bildades 20 december 1997 som en utbrytning ur Bahujan Samaj Party, i protest mot BSP:s allians med Kongresspartiet i delstaten. Partiet leddes av Satnam Singh Kainth. DBSM allierade sig med Shiromani Akali Dal och BJP. 
I Lok Sabhavalet 1999 ställde DBSM upp med Satnam Singh Kainth som kandidat i Phillaur i Punjab, stödd av SAD-BJP. Kainth kom på andraplats med 236 962 röster (38,61%).
I delstatsvalet i Punjab 2002 lanserade DBSM två kandidater, stödda av SAD-BJP, som fick 23 664 (29,86%) resp. 10 372 röster (13,25%).
DBSM återförandes med BSP 2004, men viktiga sektioner motsatte sig sammangåendet. Dessa bröt sig loss och bildade Bharti Lok Lehar Party.